# Hécourt (Eure)
Hécourt ist eine französische Gemeinde mit 318 Einwohnern (Stand 1. Januar 2022) im Département Eure in der Region Normandie (vor 2016 Haute-Normandie). Sie gehört zum Arrondissement Les Andelys (bis 2017 Évreux) und zum Kanton Pacy-sur-Eure. Die Einwohner werden Hécourtais genannt.

## Geografie
Hécourt liegt etwa 19 Kilometer ostsüdöstlich von Évreux. Die Eure begrenzt die Gemeinde im Westen. Umgeben wird Hécourt von den Nachbargemeinden Aigleville im Norden, Chaignes im Nordosten, Villegats im Osten und Nordosten, Breuilpont im Süden und Südosten, Merey im Südwesten, Gadencourt im Westen sowie Fains und Pacy-sur-Eure im Nordwesten.

## Bevölkerungsentwicklung
| 1962                       | 1968 | 1975 | 1982 | 1990 | 1999 | 2006 | 2018 |
| -------------------------- | ---- | ---- | ---- | ---- | ---- | ---- | ---- |
| 179                        | 168  | 183  | 212  | 274  | 294  | 331  | 322  |
| Quellen: Cassini und INSEE |      |      |      |      |      |      |      |

## Sehenswürdigkeiten

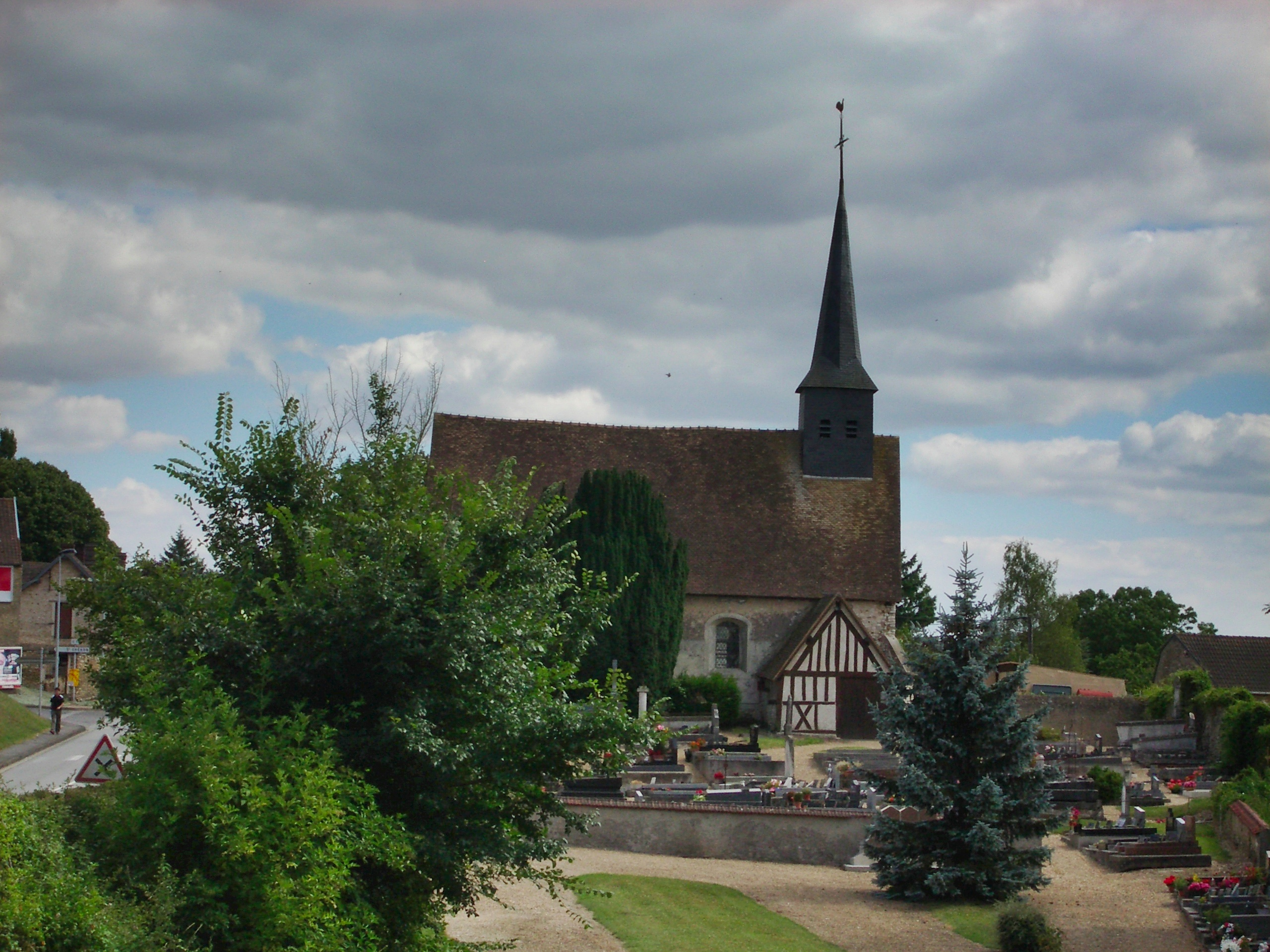
Kirche Saint-Taurin

- Kirche Saint-Taurin